# Любидва
Любидва (укр. Любидва) — село, входит в Вышгородский район Киевской области Украины.
Население по переписи 2001 года составляло 29 человек. Почтовый индекс — 07311. Телефонный код — 4596. Занимает площадь 0,5 км². Код КОАТУУ — 3221881202.

## Местный совет
07311, Київська обл., Вишгородський р-н, с.Вахівка, вул.Леніна,56